# Fatumata Djau Baldé

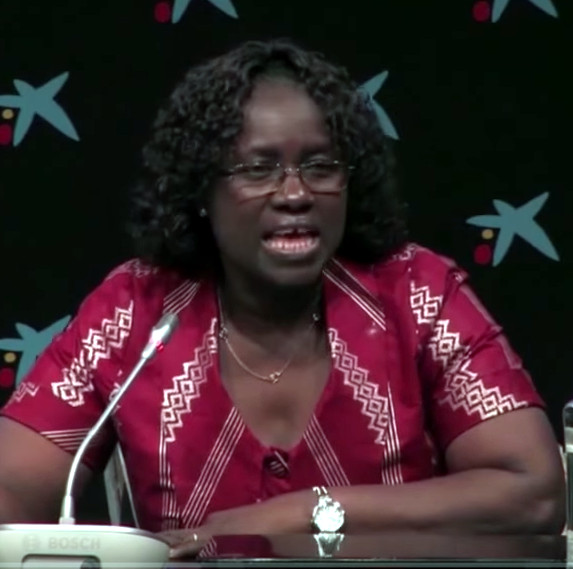
Fatumata Djau Baldé 2015

Fatumata Djau Baldé ist eine guinea-bissauische Politikerin. Sie bekleidete bis zum Staatsstreich in Guinea Bissau 2003 das Amt der Außenministerin.
Sie hatte verschiedene Aufgaben in der Regierung von Guinea-Bissau übernommen. Unter anderem war sie Staatssekretärin für Soziale Solidarität und Beschäftigung, Ministerin für Tourismus und Außenministerin als Nachfolgerin von Joãozinho Vieira Có. Sie war in der Regierung von Präsident Kumba Ialá Außenministerin bis zum Militärputsch im September 2003.